# Граф Ярборо

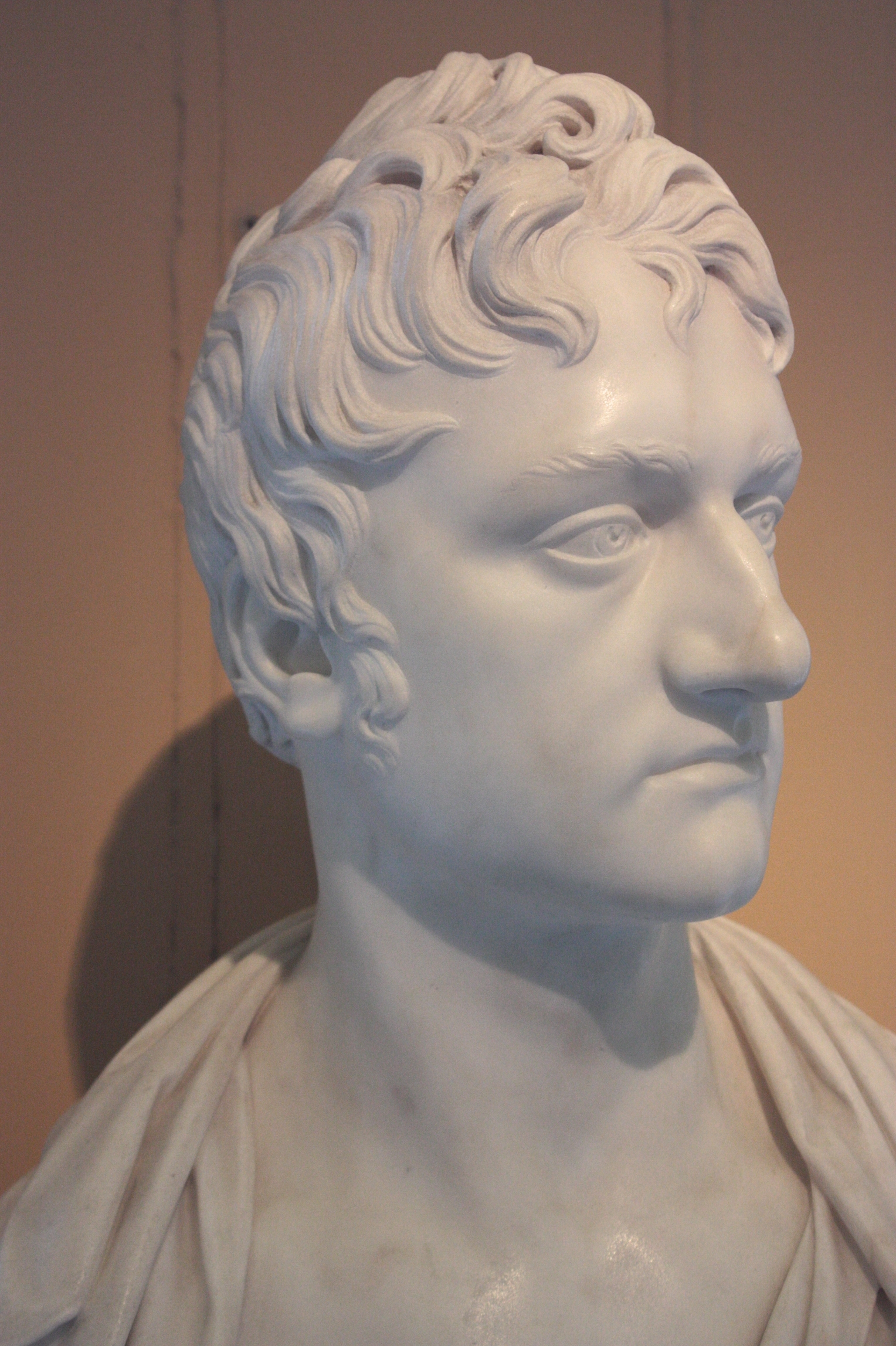
Чарльз Пелхэм, 1-й граф Ярборо (1781—1846), скульптор Джозеф Ноллекенс, 1808 год, Музей Виктории и Альберта

Граф Ярборо (англ. Earl of Yarborough) — наследственный титул в системе Пэрства Соединённого королевства.

## История
Титул графа Ярборо был создан 30 января 1837 года для Чарльза Андерсона-Пелхэма, 2-го барона Ярборо (1781—1846). Семьи Андерсон-Пелэм происходит от Фрэнсиса Андерсона из Манби (1646—1706) в Линкольншире. Он женился на Мэри, дочери Чарльза Пелхэма из Броклсби (Линкольншир). Их внук, Чарльз Андерсон (1749—1823) принял дополнительную фамилию «Пелхэм» и представлял в Палате общин Беверли (1768—1774) и Линкольшир (1774—1796). В 1794 году для него был создан титул барона Ярборо из Ярборо в графстве Линкольншир (Пэрство Великобритании).

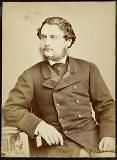
Чарльз Андерсон-Пелхэм, 3-й граф Ярборо (1835—1875)

Ему наследовал его сын, Чарльз Андерсон-Пелхэм, 2-й барон Ярборо (1781—1846). Он заседал в Палате общин от Грейт-Гримсби (1803—1808) и Линкольншира (1807—1823). Лорд Ярборо женился на Генриетте Анне Марии Шарлотте Бриджмен (ум. 1813), дочери достопочтенного Джона Симпсона и Генриетты Симпсон, дочери сэра Томаса Уорсли, 6-го баронета из Апулдеркомба. Благодаря этому браку, Апулдеркомб-хаус на острове Уайт, принадлежавший роду Уорсли, перешел во владение семьи Андерсон-Пелхэм. В 1837 году для Чарльза Андерсона-Пелхэма были созданы титулы барона Уорсли из Апулдеркомба на острове Уайт и графа Ярборо (Пэрство Соединённого королевства). Его сменил его сын, Чарльз Андерсон Уорсли Андерсон-Пелхэм, 2-й граф Ярборо (1809—1862). Он представлял в Палате общин Ньютаун (1830—1831), Линкольншир (1831—1832) и Северный Линкольншир (1832—1847), а также служил лордом-лейтенантом графства Линкольншир (1857—1862). Его сын, Чарльз Андерсон-Пелэм, 3-й граф Ярборо (1835—1875), заседал в Палате общин от Грейт-Гримсби (1857—1862).
Его преемником стал его сын, Чарльз Альфред Уорсли Пелхэм, 4-й граф Ярборо (1859—1936). Он занимал пост капитана почётного корпуса джентльменов во втором консервативной правительстве лорда Солсбери (1890—1892) и являлся лордом-лейтенантом Линкольншира (1921—1936). В 1905 году он получил королевское разрешение на фамилию и герб «Пелхэм». Лорд Ярборо женился в 1886 году на Марсии Лейн-Фокс (1863—1926), старшей дочери Саквилла Джорджа Лейн-Фокса, 15-го барона Дарси де Кнайт и 12-го барона Коньерса (1827—1888). В 1888 году после смерти Саквилла Джорджа Лейн-Фокса его титулы перешли в состояние ожидания. В 1892 году баронство Коньерс было передало Марсии Пелэм, которая стала 13-й баронессой Коньерс. В 1903 году она также получила титул 7-й баронессы Фоконберг.
В 1936 году ему наследовал его старший сын, Саквилл Джордж Пелхэм, 5-й граф Ярборо (1888—1948). В 1926 году после смерти своей матери Марсии Пелхэм он также приобрел титулы барона Коньерса, барона Фоконберга и графа Мертола. У него не было сыновей, после его смерти в 1948 году на титулы барона Коньерса и барона Фоконберга стали претендовать его две дочери, Леди Диана Мэри (1920—2013) и Леди Джун Венди (1924—2012). В июне 2012 года после смерти своей младшей сестры Диана Миллер смог получить титулы 15-й баронессы Коньерс и 9-й баронессы Фоконберг. Графский титул в 1948 году унаследовал его младший брат, Маркус Герберт Пелхэм, 6-й граф Ярборо (1893—1966).
По состоянию на 2023 год, обладателем графского титула являлся его внук, Чарльз Джон Пелхэм, 8-й граф Ярборо (род. 1963), сменивший своего отца в 1991 году.
Родовая резиденция — Броклесби-хаус в окрестностях Иммингема в Линкольншире.
Академия Ярборо в Кейсторе (графство Линкольншир) была названа в честь памяти Джона Эдварда Пелхэма, 7-го графа Ярборо, она расположена менее чем в миле от Броклесби-хауса. Ряд общественных мест, дорог и зданий в Линкольншире был назван в честь графов Ярборо, особенно в городе Гримсби.
- Сэр Стивен Андерсон, 1-й баронет из Эйворта (ок. 1644—1707), старший брат Фрэнсиса Андерсона (1646—1706), деда 1-го барона Ярборо. В 1664 году получил титул баронета.
- Достопочтенный Дадли Пелхэм (1812—1851), британский флотоводец и политик, младший сын 1-го графа Ярборо. Депутат Палаты общин от Бостона (1849—1851).

## Бароны Ярборо (1794)
- 1794—1823: Чарльз Андерсон-Пелхэм, 1-й барон Ярборо (3 февраля 1749 — 22 сентября 1823), старший сын Фрэнсиса Андерсона (1711—1758) и Элеонор Картер;
- 1823—1846: Чарльз Андерсон-Пелхэм, 2-й барон Ярборо (8 августа 1781 — 5 сентября 1846), старший сын предыдущего, граф Ярборо с 1837 года.

## Графы Ярборо (1837)
- 1837—1846: Чарльз Андерсон-Пелхэм, 1-й граф Ярборо (8 августа 1781 — 5 сентября 1846), старший сын 1-го барона Ярборо;
- 1846—1862: Чарльз Андерсон Уорсли Андерсон-Пелхэм, 2-й граф Ярборо (12 апреля 1809 — 7 января 1862), сын предыдущего;
- 1862—1875: Чарльз Андерсон-Пелхэм, 3-й граф Ярборо (14 января 1835 — 6 февраля 1875), сын предыдущего;
- 1875—1936: Чарльз Альфред Уорсли Пелхэм, 4-й граф Ярборо (11 июня 1859 — 12 июля 1936), старший сын предыдущего;
- 1936—1948: Саквилл Джордж Пелхэм, 5-й граф Ярборо (17 декабря 1888 — 7 февраля 1948), второй сын предыдущего;
- 1948—1966: Маркус Герберт Пелхэм, 6-й граф Ярборо (30 июня 1893 — 2 декабря 1966), младший (четвертый) сын 4-го графа Ярборо;
- 1966—1991: Джон Эдвард Пелхэм, 7-й граф Ярборо (2 июня 1920 — 21 марта 1991), единственный сын предыдущего;
- 1991 — настоящее время: Чарльз Джон Пелхэм, 8-й граф Ярборо (род. 5 ноября 1963), единственный сын предыдущего;
  - Наследник: Джордж Джон Саквилл Пелхэм, лорд Уорсли (род. 9 августа 1990), старший сын предыдущего.